# السنغال
السنغال ((بالفرنسية: le Sénégal)، بالولوفية: Senegal، بالبولارية: 𞤅𞤫𞤲𞤫𞤺𞤢𞥄𞤤𞤭)، رسميًا جمهورية السنغال (République du Sénégal، 
نطق فرنسي: [ʁepyblik dy seneɡal])، هي دولة أفريقية تقع جنوب نهر السنغال في أقصى غرب أفريقيا. وقد اكتسبت اسمها من النهر الذي يحدّها من الشرق والشمال والذي ينبع من فوتاجلون في غينيا. ويحد السنغال خارجياً المحيط الأطلسي إلى الغرب، وموريتانيا شمالًا ومالي شرقًا، وغينيا من الجنوب الشرقي وغينيا بيساو جنوبًا؛ داخلياً تحيط السنغال تقريبًا بغامبيا؛ أي من الشمال والشرق والجنوب، ما عدا شاطئ غامبيا القصير على المحيط الأطلسي. كما تشترك السنغال في حدود بحرية مع الرأس الأخضر، داكار هي العاصمة الاقتصادية والسياسية للسنغال. وتقع على الطرف الغربي من البلاد على شبه جزيرة الرأس الأخضر. نحو 300 ميل قبالة ساحل المحيط الأطلسي، محاذيةً جزر الرأس الأخضر.
السنغال هي الدولة الأكثر غربًا في البر الرئيسي للعالم القديم، أو أفرو-أوراسيا. يرجع اسمها إلى نهر السنغال، الذي يحدها من الشرق والشمال. المناخ ساحلي نموذجي، على الرغم من وجود موسم ممطر. تغطي السنغال مساحة أرضية تبلغ حوالي 197000 كيلومترًا مربع ويبلغ عدد سكانها حوالي 18 مليون نسمة. الدولة هي جمهورية رئاسية موحدة؛ منذ تأسيس البلاد في عام 1960، تم الاعتراف بها كواحدة من أكثر الدول استقرارًا في القارة الأفريقية. في مؤشرات الديمقراطية V-Dem لعام 2024، احتلت السنغال المرتبة 68 في الديمقراطية الانتخابية على مستوى العالم والعاشرة في الديمقراطية الانتخابية في أفريقيا.
خلال الحقبة الاستعمارية وضع العديد من مكاتب التجارة، المنتمية إلى مختلف الإمبراطوريات الاستعمارية، على طول الساحل. وأصبحت مدينة سانت لويس عاصمةً لغرب أفريقيا الفرنسي قبل نقلها إلى داكار عام 1902. أصبحت داكار لاحقاً هي عاصمةً السنغال عام 1960 بعد الاستقلال عن فرنسا.
تشكلت الدولة كجزء من استقلال غرب أفريقيا الفرنسي عن الحكم الاستعماري الفرنسي. وبسبب هذا التاريخ، تعد الفرنسية لغة رسمية، ولكن لا يفهمها سوى أقلية من السكان.
ويتحدث السنغال أكثر من 30 لغة. والولوفية هي اللغة الأكثر انتشارًا، حيث يتحدث بها 80٪ من السكان كلغة أولى أو ثانية، وتعمل كلغة مشتركة للسنغال إلى جانب الفرنسية. ومثل الدول الأفريقية الأخرى، تضم البلاد مزيجًا واسعًا من المجتمعات العرقية واللغوية، وأكبرها شعب الولوف والفولاني والسيرير. والشعب السنغالي مسلم في الغالب.

## أصل التسمية
يدعى السنغال بعد نهر السنغال، وأصل الكلمة من الذي المتنازع عليها. إحدى النظريات الشعبية (ديفيد بايلت المقترحة في عام 1853) هو أنه ينبع من الولوف جال عبارة سونو، وهو ما يعني«زورقنا» (أو بروج)، الناتجة عن سوء الفهم بين القرن 15 البحارة البرتغاليون والولوف الصيادين. وتتابع «زورقنا» نظرية احتضنت شعبيا في السنغال الحديث عن سحرها واستخدامه في الطعون إلى التضامن الوطني (مثل «نحن جميعا في نفس الزورق») كثيرا ما سمعت في وسائل الإعلام. [بحاجة لمصدر]
ويعتقد المؤرخين المعاصرين اسم ربما يشير إلى صنهاجة والبربر الذين يعيشون على الجانب الشمالي من النهر. وهناك نظرية المنافسة هو أنه مستمد من مدينة من القرون الوسطى من قبل الجغرافي العربي البكري وصفها في 1068 كما تقع على مصب النهر. بعض الناس سيرير من الجنوب يعتقدون مشتق اسم النهر من مجمع سيني المدى سيرير (الإله الأعلى في سيرير الدين) ويا غال (معنى «الجسم من الماء»).

## التاريخ

### العصور المبكرة وما قبل الاستعمارية
تشير الاكتشافات الأثرية في جميع أنحاء المنطقة إلى أن السنغال كانت مأهولة في عصور ما قبل التاريخ، وأنها سكنها باستمرار جماعات إثنية مختلفة. تم إنشاء بعض الممالك في القرن السابع: تكرور في القرن 9، نامانديرو (وو) وإمبراطورية جولوف خلال القرنين 13 و 14. كانت السنغال الشرقية جزءا من الإمبراطورية الغانية.
دخل الإسلام السنغال من خلال توكولور وسونينك الاتصال مع سلالة المرابطين في المغرب العربي، الذي بدوره نشره. واستخدم الموراڤيد، بمساعدة حلفاء توكولور، القوة العسكرية للتحويل. واجهت هذه الحركة مقاومة من الإثنيات من الديانات التقليدية، والمسلمين على وجه الخصوص.
في القرنين الثالث عشر والرابع عشر، كانت المنطقة تحت تأثير الإمبراطوريات في الشرق؛ وقد تأسست أيضا الإمبراطورية جولوف من السنغال خلال هذا الوقت. وفي منطقة سينيغامبيا، بين عامي 1300 و 1900، كان ما يقرب من ثلث السكان مستعبدين، وكان ذلك عادة نتيجة لأسرى أخذوا في الحروب.
في القرن 14 نمت الإمبراطورية جولوف قوية، بعد توحيد كايور وممالك باول، سين، سالوم، الوالو، فوتا تورو وبامبوك. كانت الإمبراطورية كونفدرالية طوعية من دول مختلفة بدلاً من إمبراطورية مبنية على الغزو العسكري. تأسست الإمبراطورية من قبل ندياديان ندياي، جزء سيرر وجزء توكولور، الذي كان قادرا على تشكيل إئتلاف مع العديد من الأعراق، لكنه انهار نحو 1549 مع هزيمة وقتل ليلي فولي فاك من قبل أماري نغون سوبيل فال (الاب).

### الحقبة الاستعمارية

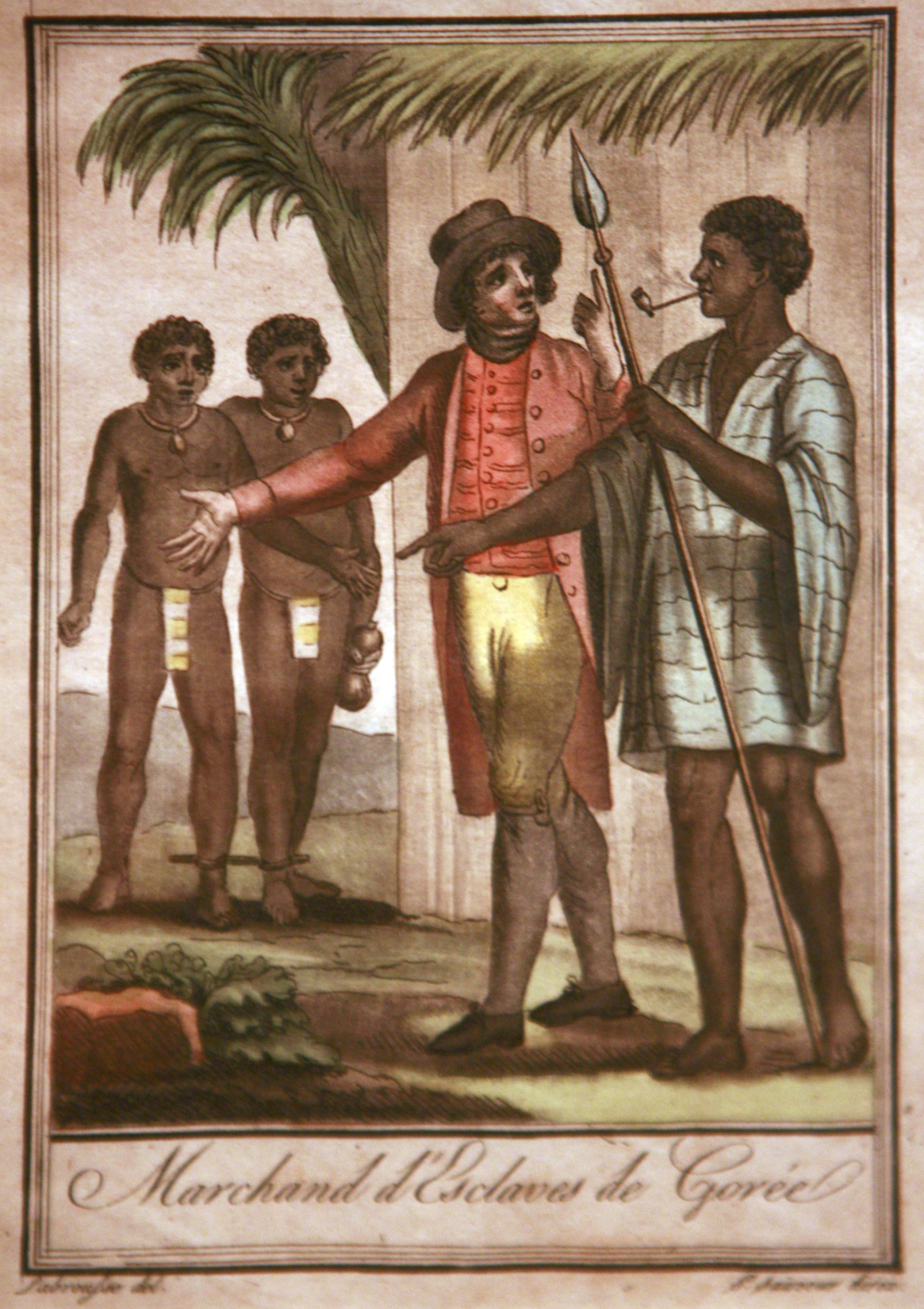
تجار الرقيق في غوري، القرن 18.

في منتصف القرن الخامس عشر، هبط البرتغاليون على ساحل السنغال، يليه تجار يمثلون بلدان أخرى، بما في ذلك الفرنسيون. تنافست مختلف القوى الأوروبية - البرتغال وهولندا وبريطانيا العظمى للتجارة في المنطقة من القرن 15 فصاعدا. في عام 1677، استحوذت فرنسا على السيطرة على ما أصبح نقطة انطلاق صغيرة في تجارة الرقيق الأطلسي - جزيرة جوريه بجوار داكار الحديثة، وتستخدم كقاعدة لشراء العبيد من الممالك المتحاربة في البر الرئيسي.
قدم المبشرون الأوروبيون المسيحية إلى السنغال وكازامانس في القرن التاسع عشر. في الخمسينيات من القرن التاسع عشر فقط بدأ الفرنسيون في التوسع في البر الرئيسي السنغالي بعد أن ألغوا الرق وبدأوا في الترويج لعقيدة ملغية، مضيفا مملكة محلية مثل الوالو، كايور، باول، وإمبراطورية جولوف. غزا المستعمرون الفرنسيون تدريجيا واستولوا على جميع الممالك باستثناء سين وسلوم تحت الحاكم لويس فيدهيرب. وقد قادت المقاومة السنغالية للتوسع الفرنسي وتقليص تجارتها الرقيق المربحة جزئيا من قبل لاتيور ديور ودامل كايور ومعاد سينيغ كومبا ندوفين فماك جوف، معادن سينيغ من سين، مما أدى إلى معركة لوغانديم.

### الاستقلال (1960)

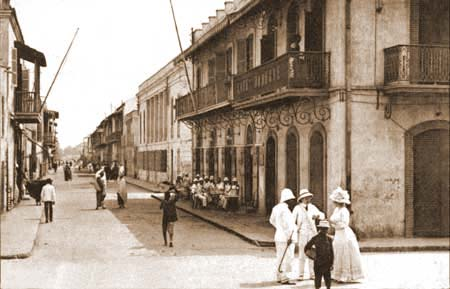
المستعمرة سانت لويس ج. 1900. الأوروبيون والأفارقة في شارع ليبون.

ليوبولد سنغور (سنجور) «الشاعر الرئيس» (1906-2001) كان أول رئيس للسنغال (1960-1980)
في يناير 1959 اتحد السنغال مع ما كان يسمى السودان الفرنسي تحت اسم اتحاد مالي. استقل اتحاد مالي من فرنسا في 20 يونيو 1960. لكن بعد مشاكل سياسية أصبحت دولتين في 20 أغسطس 1960: السنغال ومالي. أعلن اتحاد رسمي بين السنغال وغامبيا تحت اسم سنغامبيا في عام 1982. لكن لم يتم اتحاد عملي، فتفرقت الدولتان في عام 1989. هناك جبهة مسلحة في المنطقة الجنوبية كازامانس تريد استقلال المنطقة وقد حاربت الحكومة أحيانا منذ عام 1982.
انضمت السنغال للأمم المتحدة في 28 سبتمبر 1960.
وكان عبدو ضيوف رئيسا بين عامي 1981 و 2000، وشجع على مشاركة سياسية أوسع، وخفض مشاركة الحكومة في الاقتصاد، وتوسيع نطاق العلاقات الدبلوماسية للسنغال، ولا سيما مع الدول النامية الأخرى. وقد امتدت السياسة الداخلية أحيانا إلى العنف في الشوارع والتوترات الحدودية وحركة انفصالية عنيفة في المنطقة الجنوبية من كازامانس. ومع ذلك، تعزز التزام السنغال بالديمقراطية وحقوق الإنسان. خدم عبده ضيوف أربع فترات كرئيس.
وفي انتخابات الرئاسة عام 1999، هزم زعيم المعارضة عبد الله واد ضيوف في انتخابات اعتبرها مراقبون دوليون حرة ونزيهة. شهدت السنغال انتقالها السلمي الثاني للسلطة، وأولها من حزب سياسي إلى آخر. وفي 30 ديسمبر 2004، أعلن الرئيس واد أنه سيوقّع معاهدة سلام مع الجماعة الانفصالية في منطقة كازامانس. بيد أن هذا لم ينفذ بعد. وكانت هناك جولة من المحادثات في عام 2005، ولكن النتائج لم تسفر بعد عن قرار.
منذ 3 مارس 2021، شهدت السنغال سلسلة من الاحتجاجات الجماهيرية ردًا على اعتقال عثمان سونكو بتهمة الاغتصاب وسوء التعامل مع جائحة كوفيد-19. وفي يونيو 2023، تحول رد الفعل على الاحتجاجات إلى عنف متزايد، حيث أحصت منظمة العفو الدولية 23 حالة وفاة، معظمها ناجمة عن رصاصات أطلقتها الشرطة أو متعاونون مسلحون مع الشرطة.
في مارس 2024، فاز مرشح المعارضة بشير جمعة فاي بالانتخابات الرئاسية في السنغال على مرشح الائتلاف الحاكم، ليصبح أصغر رئيس في تاريخ السنغال. في نوفمبر 2024، أعلن فايي أن فرنسا ستسحب قواتها من السنغال وتغلق قواعدها بحلول نهاية عام 2025.

## السياسة والحكومة

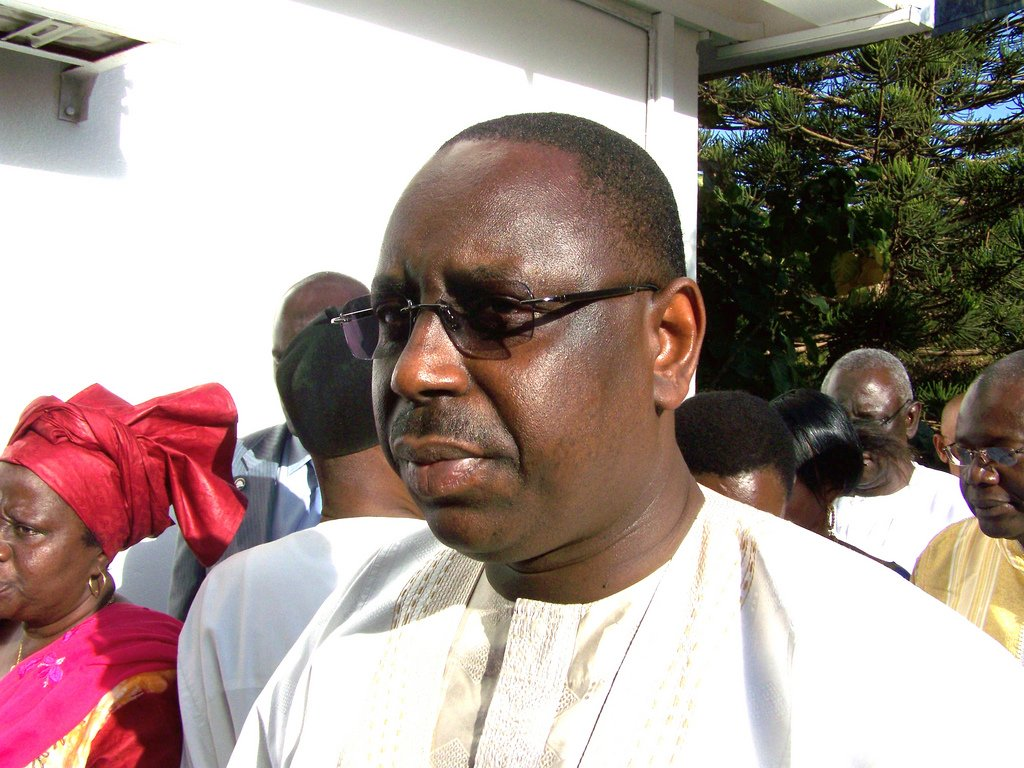
ماكي سال، رئيس السنغال رئيس السنغال (2012–2024)

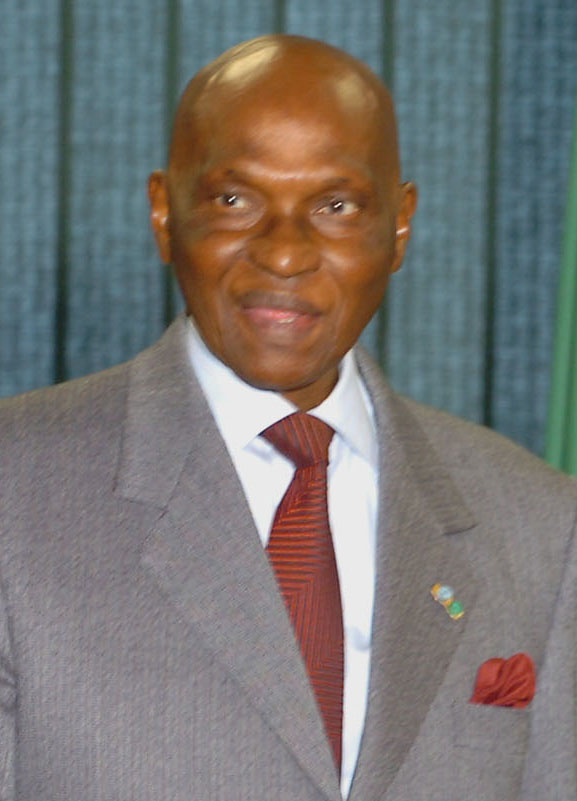
عبد الله واد، رئيس السنغال (2000-2012)

السنغال هي جمهورية ذات رئاسة، يتم انتخاب الرئيس مرة كل خمس سنوات اعتبارا من 2001، ويجري سابقا سبع سنوات، من قبل الناخبين الكبار. أول رئيس ليوبولد سيدار سنغور، وكان شاعرًا وكاتبًا، وكان أول أفريقي المنتخبين إلى الفرنسية الأكاديمية. يقدم الرئيس السنغالي الثاني، عبدو ضيوف، في وقت لاحق منصب الأمين العام لمنظمة فرنكوفونية. وكان الرئيس الثالث عبد الله واد، وهو محام. والرئيس السابق ماكي سال، انتخب في مارس/ آذار عام 2012.
يوجد في السنغال أكثر من 80 حزبًا سياسيًا، يتكون البرلمان من مجلس واحد في الجمعية الوطنية، الذي يضم 150 مقعدا (كان مجلس الشيوخ في مكان 1999-2001 و2007-2012). ينشأ قضاء مستقل أيضا في السنغال. أعلى المحاكم في البلاد التي تتعامل مع القضايا التجارية هي المجلس الدستوري ومحكمة العدل، يتم تسمية أعضاء منها من قبل الرئيس.

### الثقافة السياسية
وفي الوقت الراهن، تتمتع السنغال بثقافة سياسية شبه ديمقراطية، وهي من أكثر التحولات الديمقراطية نجاحا بعد الاستعمار في أفريقيا. ويتم تعيين المديرين المحليين من قبل الرئيس ومسؤول عن ذلك. مارابوتس، والزعماء الدينيين من مختلف الإخوان المسلمين في السنغال، تمارس أيضا نفوذا سياسيا قويا في البلاد وخصوصا خلال رئاسة واد. في عام 2009، خفضت منظمة دار الحرية وضع السنغال من «الحرة» إلى «الحرة جزئيا»، على أساس زيادة مركزية السلطة في السلطة التنفيذية. ومع ذلك، فقد استعادت منذ ذلك الحين وضعها الحر بحلول عام 2014.
في عام 2008، انتهت السنغال في المركز الثاني عشر على مؤشر إبراهيم للحكم الأفريقي. ومؤشر إبراهيم هو مقياس شامل للحوكمة الأفريقية (يقتصر على أفريقيا جنوب الصحراء حتى عام 2008)، استنادا إلى عدد من المتغيرات المختلفة التي تعكس النجاح الذي تقدم به الحكومات السلع السياسية الأساسية لمواطنيها. وعندما أضيفت بلدان شمال أفريقيا إلى المؤشر في عام 2009، تم تخفيض وضع السنغال لعام 2008 إلى المرتبة الخامسة عشرة (مع وضع تونس ومصر والمغرب أمام السنغال). اعتبارا من عام 2012، انخفضت رتبة السنغال في مؤشر إبراهيم نقطة أخرى إلى 16 من أصل 52 دولة أفريقية.
وفي 22 فبراير 2011، أفادت التقارير أن السنغال قطعت علاقاتها الدبلوماسية مع إيران، قائلة إنها زودت المتمردين بالأسلحة التي قتلت القوات السنغالية في نزاع كازامانس.
وكانت الانتخابات الرئاسية لعام 2012 مثيرة للجدل بسبب ترشيح الرئيس واد، حيث قالت المعارضة أنه لا ينبغي اعتباره مؤهلا للركض مرة أخرى. وظهرت العديد من حركات المعارضة الشبابية، بما فيها حركة 23 مارس ويان مار، في يونيو 2011. في النهاية، فاز ماكي سال من التحالف من أجل الجمهورية، واعترف ويد الانتخابات سال. وقد أشاد العديد من المراقبين الأجانب، مثل الاتحاد الأوروبي بهذا التحول السلمي والديمقراطي باعتباره «نضجا».
وفي 19 سبتمبر 2012، صوت المشرعون على إلغاء مجلس الشيوخ لإنقاذ ما يقدر ب 15 مليون دولار.

### العلاقات الخارجية
السنغال مكانة بارزة في العديد من المنظمات الدولية، وكان عضوا في مجلس الأمن للأمم المتحدة في 1988-1989 و 2015-2016. وقد تم انتخابه للجنة الأمم المتحدة لحقوق الإنسان في عام 1997. ودية مع الغرب، وخصوصا إلى فرنسا والولايات المتحدة، والسنغال، كما هو مؤيد قوي للمزيد من المساعدات من الدول المتقدمة إلى دول العالم الثالث.
تتمتع السنغال العلاقات معظمها ودية مع جيرانها. وعلى الرغم من التقدم الواضح في جبهات أخرى مع موريتانيا (أمن الحدود، وإدارة الموارد، والتكامل الاقتصادي، وما إلى ذلك)، لا تزال هناك مشكلة ما يقدر ب 30,000 لاجئ من الموريتانيين الأفارقة الذين يعيشون في السنغال.
السنغال هي جزء من الجماعة الاقتصادية لدول غرب أفريقيا (إيكواس). تتكامل مع الهيئات الرئيسية للمجتمع الدولي، السنغال هو أيضا عضو في الاتحاد الافريقي وتجمع دول الساحل والصحراء.

### القوات المسلحة

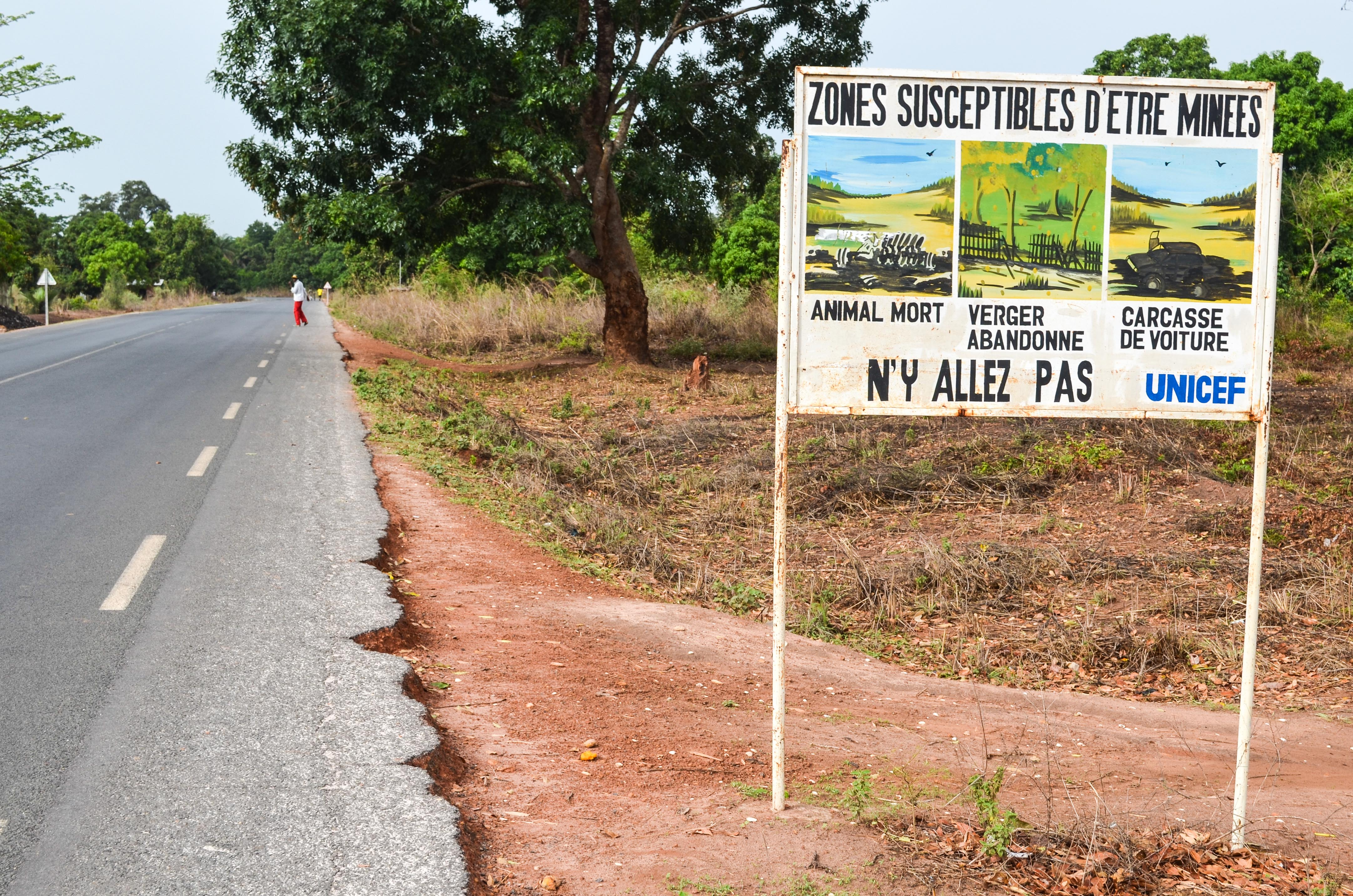
استخدمت على نطاق واسع الألغام الأرضية في كازامانس الصراع بين المتمردين الانفصاليين والحكومة المركزية.

تتكون القوات المسلحة السنغالية من نحو 19,000 فرد من المدربين تدريبًا جيدًا وانضباطًا في الجيش والقوات الجوية والبحرية، والدرك. القوة العسكرية السنغالية تتلقى معظم قواتها التدريب والمعدات والدعم من فرنسا والولايات المتحدة. ألمانيا تقدم أيضا الدعم ولكن على نطاق أصغر.
وقد ساهم عدم التدخل العسكري في الشؤون السياسية للاستقرار السنغال منذ الاستقلال. وقد شاركت السنغال في العديد من بعثات حفظ السلام الدولية والإقليمية. وفي الآونة الأخيرة، في عام 2000، أرسلت السنغال كتيبة إلى جمهورية الكونغو الديمقراطية للمشاركة في البعثة، بعثة الأمم المتحدة لحفظ السلام، وافقت على نشر كتيبة تدريب الولايات المتحدة لسيراليون للمشاركة في البعثة، بعثة أخرى تابعة للامم المتحدة.

### إنفاذ القانون
السنغال هي دولة علمانية، كما هو محدد في دستورها.
لمحاربة الفساد، أنشأت الحكومة المكتب الوطني لمكافحة الفساد (OFNAC) ولجنة التعويض واسترداد الأصول المكتسبة بطرق غير مشروعة. وفقا لأعمال مكافحة الفساد البوابة، أنشأ الرئيس سال في (OFNAC) لتحل محل غير الشفافية جنة الوطنية للوت كونتر لا، لا الفساد وآخرون لا الارتجاج (CNLCC). ويقال أن (OFNAC) يمثل أداة أكثر فعالية لمكافحة الفساد من (CNLCC) أنشئت في عهد الرئيس السابق عبد الله واد. إن مهمة (OFNAC) هي لمحاربة الفساد والاختلاس من الأموال العامة والتزوير. (OFNAC) لديه سلطة الإحالة الذاتية (تحقيق المبادرة الخاصة). يتكون (OFNAC) من إثني عشر عضواً يتم تعيينهم بمرسوم.

## الجغرافيا

السنغال خريطة تصنيف مناخ كوبن.

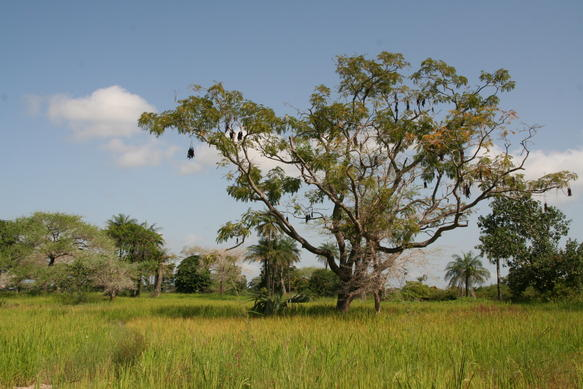
منظر طبيعي كاسامانس.

وتقع السنغال في غرب القارة الأفريقية. وهي تقع بين خطي العرض 12 ° و 17 ° شمالا، وخط الطول 11 ° و 18 ° غربا.
والسنغال محاذية خارجيا للمحيط الأطلسي من الغرب، وموريتانيا إلى الشمال، ومالي من الشرق، وغينيا وغينيا بيساو إلى الجنوب؛ داخليا يحيط تماما تماما غامبيا، وتحديدا في الشمال والشرق والجنوب، باستثناء ساحل غامبيا القصير المحيط الأطلسي.
ويتألف المشهد السنغالي أساسا من السهول الرملية المتدرجة في الساحل الغربي التي ترتفع إلى سفوح التلال في الجنوب الشرقي. وهنا أيضا وجدت أعلى نقطة في السنغال، على خلاف ذلك ميزة لم يذكر اسمها 2.7 كم جنوب شرق نيبن دياخا في 648 م (2,126 قدم). وتتكون الحدود الشمالية من نهر السنغال؛ وتشمل الأنهار الأخرى نهري غامبيا وكازامانس. تقع العاصمة داكار على شبه جزيرة كاب-فيرت، وهي أقصى نقطة في القارة القارية في أفريقيا.
تقع جزر الرأس الأخضر على بعد 560 كيلومترا من الساحل السنغالي، ولكن كاب-فيرت («كيب غرين») هي علامة موضعية بحرية تقع على سفح «ليس ماميلس»، على بعد 105 متر (344 قدم) جرف يستريح في نهاية واحدة من شبه الجزيرة كاب-فيرت على التي استقرت العاصمة السنغالية داكار، و 1 كم (0.6 ميل) جنوب «بوينت ديس ألماديز»، النقطة الغربية في أفريقيا.

### المناخ

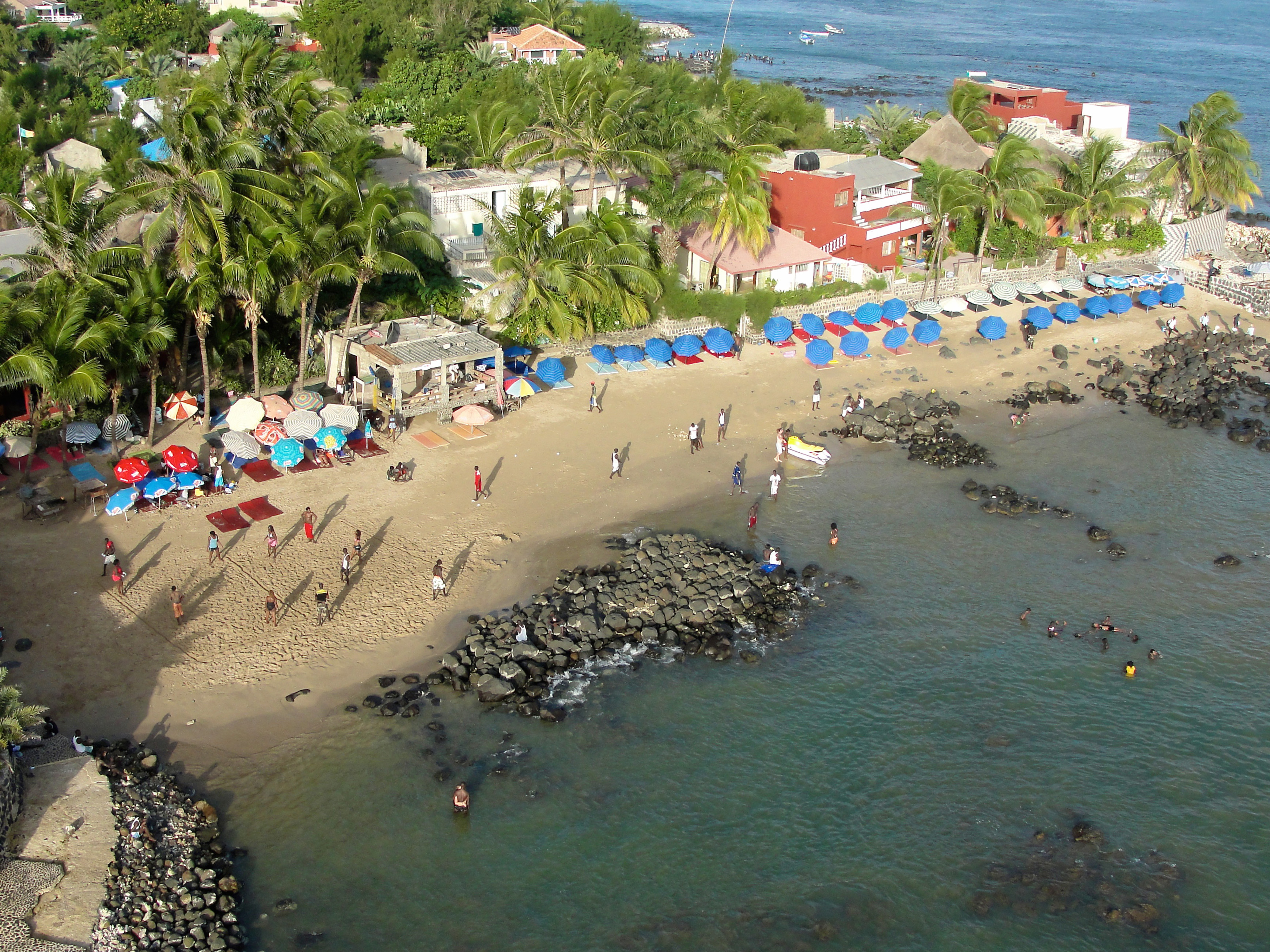
الشاطئ في نغور.

السنغال لديها مناخ استوائي مع حرارة طيبة على مدار العام مع مواسم جافة ورطبة محددة جيدا التي تنتج عن الرياح في شمال شرق الشتاء والرياح الصيفية الجنوبية الغربية. موسم الجفاف (ديسمبر إلى أبريل) تهيمن عليه الرياح الحارة والجافة والعوامة. وتتراوح معدلات هطول الأمطار السنوية في داكار نحو 600 مم (24 بوصة) بين يونيو وأكتوبر عندما يبلغ متوسط درجات الحرارة القصوى 30 درجة مئوية (86.0 درجة فهرنهايت) والحد الأدنى 24.2 درجة مئوية (75.6 درجة فهرنهايت)؛ ديسمبر إلى فبراير أقصى درجات الحرارة 25.7 درجة مئوية (78.3 درجة فهرنهايت) والحد الأدنى 18 درجة مئوية (64.4 درجة فهرنهايت).
درجات الحرارة الداخلية أعلى من طول الساحل (على سبيل المثال، متوسط درجات الحرارة اليومية في كاولاك وتامباكوندا لشهر مايو هو 30 درجة مئوية (86.0 درجة فهرنهايت) و 32.7 درجة مئوية (90.9 درجة فهرنهايت) على التوالي، بالمقارنة مع داكار 23.2 درجة مئوية (73.8 درجة F)), ويزيد هطول الأمطار بشكل كبير إلى الجنوب، حيث يتجاوز 1500 مم (59.1 بوصة) سنويا في بعض المناطق.
في تامباكوندا في المناطق الداخلية البعيدة، ولا سيما على حدود مالي حيث تبدأ الصحراء، يمكن أن تصل درجات الحرارة إلى 54 درجة مئوية (129.2 درجة فهرنهايت). ويوجد في الجزء الشمالي من البلاد مناخ صحراوي حار قريب، والجزء الأوسط لديه مناخ شبه قاحلة حار، والجزء الجنوبي الجنوبي له مناخ مداري وجاف. والسنغال أساسا بلد مشمس وجاف.

## الاقتصاد

قوارب الصيد في داكار.

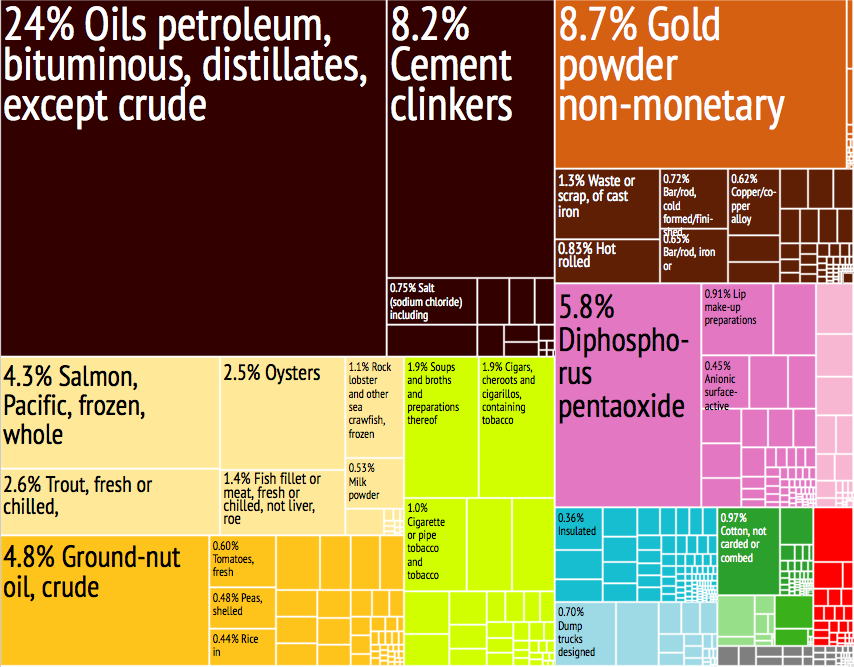
التمثيل النسبي للصادرات السنغال.

ويتركز اقتصاد السنغال في الغالب على السلع والموارد الطبيعية، الصناعات الرئيسية هي تجهيز الأسماك، تعدين الفوسفات وإنتاج الأسمدة وتكرير البترول ومواد البناء، بناء السفن وإصلاحها. كما هو الحال في معظم الدول الأفريقية، والزراعة هي القطاع الرئيسي، تنتج السنغال العديد من المحاصيل النقدية الهامة، بما في ذلك الفول السوداني وقصب السكر، والقطن، والفاصوليا الخضراء، والطماطم، والبطيخ، والمانجو. ونظراً لفي النسبية الاستقرار والسياحة والضيافة والمزدهرة أيضا القطاعات، وبعد التعاقد اقتصادها بنسبة 2.1 في المئة في عام 1993 السنغال وضعت برنامج إصلاح اقتصادي شامل بدعم من الجهات المانحة الدولية. بدأ هذا الإصلاح مع انخفاض قيمة 50% من عملة البلاد (الفرنك الأفريقي). تم تفكيك أيضا الرقابة على الأسعار والإعانات الحكومية. ونتيجة لذلك، ارتفع معدل التضخم في السنغال إلى أسفل، وارتفعت الاستثمارات تصل، وارتفع الناتج المحلي الإجمالي ما يقرب من 5 في المئة سنويا بين عامي 1995 و 2001.
وتشمل الصناعات الرئيسية الصناعات الغذائية والتعدين والإسمنت والأسمدة الاصطناعية والكيماويات والمنسوجات وتكرير البترول المستوردة، والسياحة. وتشمل صادرات الأسماك والمواد الكيميائية، والقطن، والأقمشة، والفول السوداني، وفوسفات الكالسيوم. الأسواق الخارجية الرئيسية هي الهند في 26.7 في المئة من الصادرات (اعتبارا من 1998). وتشمل غيرها من الأسواق الخارجية في الولايات المتحدة وإيطاليا والمملكة المتحدة.
السنغال لديها 12 ميل بحري (22 كم و 14 ميل) منطقة الصيد الحصرية التي تم اختراق بانتظام في السنوات الأخيرة (اعتبارا من 2014). وتشير التقديرات إلى أن الصيادين في البلاد تفقد 300,000 طن من الأسماك سنويا إلى الصيد غير المشروع. وقد حاولت الحكومة السنغالية للسيطرة على الصيد غير القانوني التي تقوم بها سفن الصيد، والبعض منها تم تسجيلها في روسيا، موريتانيا، بليز وأوكرانيا. في كانون الثاني 2014 سفينة صيد روسية، أوليغ نايدينوف، اختطف من قبل السلطات السنغالية القريبة من الحدود البحرية مع غينيا بيساو.
كعضو في الاتحاد الاقتصادي والنقدي لغرب أفريقيا لوالسنغال وتعمل نحو مزيد من التكامل الإقليمي مع تعريفة خارجية موحدة. السنغال هو أيضا عضو في منظمة توحيد قانون الأعمال في أفريقيا.
أدركت السنغال الاتصال بالإنترنت الكامل في عام 1996، وخلق الازدهار مصغرة في الخدمات القائمة على تكنولوجيا المعلومات. نشاط القطاع الخاص تمثل الآن 82 في المئة من ناتجها المحلي الإجمالي. [بحاجة لمصدر] وعلى الجانب السلبي، يواجه السنغال [بحاجة لمصدر] المشاكل الحضرية عميقة من البطالة المزمنة عالية، والتفاوت الاجتماعي والاقتصادي، وجنوح الأحداث. [بحاجة لمصدر]
السنغال هي إحدى أكبر متلقّي المساعدات الإنمائية الدولية. ومن بين الجهات المانحة وكالة للتنمية الدولية (USAID)، واليابان وفرنسا والصين الولايات المتحدة. أكثر من خدموا 3000 فيلق السلام المتطوعين في السنغال منذ عام 1963.
حلّت السنغال في المرتبة 93 في مؤشر الابتكار العالمي عام 2023، متقدمة من المرتبة 96 في عام 2019، ثم تقدّمت إلى المركز 92 في مؤشر عام 2024.

## التركيبة السكانية

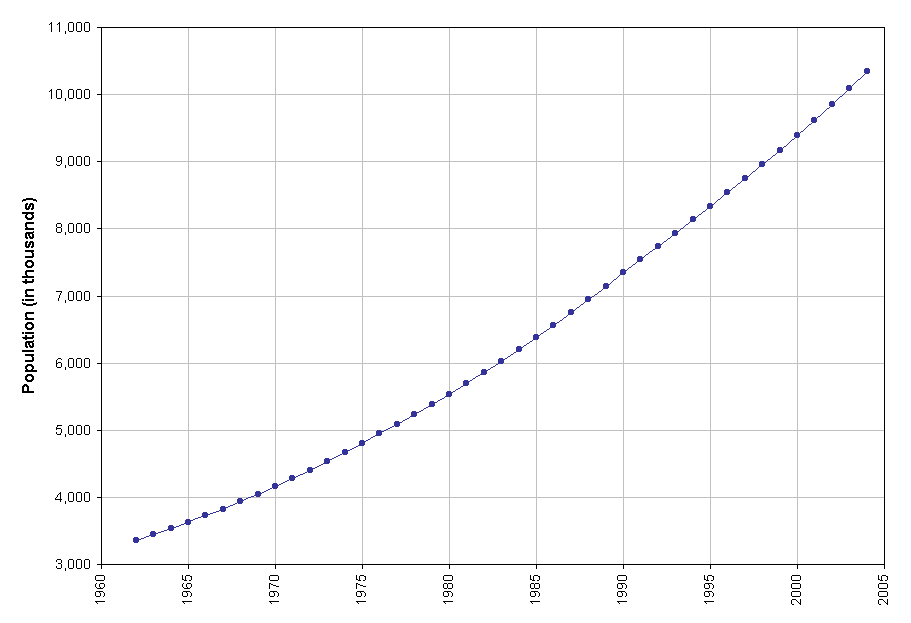
سكان السنغال 1962-2004.

يبلغ عدد سكانها أكثر من 13.5 مليون، نحو 42 في المئة منهم يعيشون في المناطق الريفية. كثافة في هذه المناطق تختلف من نحو 77 نسمة لكل كيلومتر مربع (200 / ميل مربع) في المنطقة الغربية الوسطى إلى 2 لكل كيلومتر مربع (5.2 / ميل مربع) في القسم الشرقي القاحل.

### المجموعات العرقية

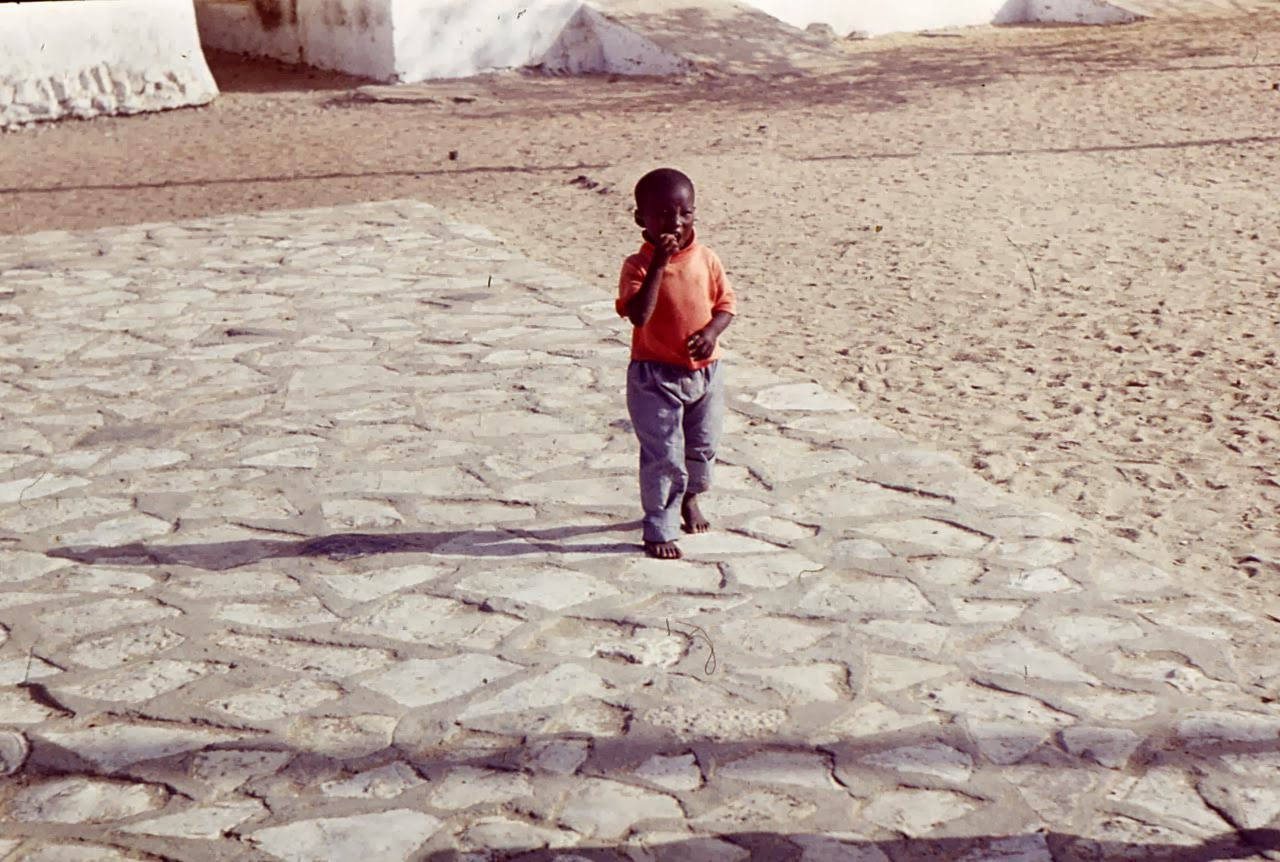
طفل سنغالي في جزيرة غور

المجموعات العرقية في السنغال عديدة لهذه المنطقة الصغيرة، ومجموعات فرعية يمكن تمييزها في العديد منها. ووفقا لأحد التقديرات 2005، وهناك عشرون مجموعات من أحجام مختلفة.
ودرس أصل هذه الجماعات العرقية على نطاق واسع من قبل شيخ أنتا ديوب، على الرغم من أن النتائج التي توصل إليها لا تزال مثيرة للجدل والمتنازع عليها حتى يومنا هذا. [بحاجة لمصدر]

### اللغات
السنغال دولة متعددة اللغات، تحوي نحو 36 لغة.
الفرنسية هي اللغة الرسمية للسنغال، وقد جاءت من الاستعمار الفرنسي. لا تزال الفرنسية مستعملة من قبل الإدارة السنغال، ويفهمها نحو 15% إلى 20% من الرجال ونحو 1% - 2% من النساء. من لغات السنغال: بالانتا غانجا، اللغة العربية بلهجتها الحسانية، الجولا، مندنكا، منكانيا، نون، الفولانية، السونوكية، الولوف، وماندجاك. واللغة السيريرية [نومينكا]
مع أن لغة الفلانية والولوفية هما اللغتين الأكثر كلامًا في السنغال، إلا أن لغة الإدارة في السنغال لا تزال الفرنسية.

### المدن الكبرى
عاصمة السنغال داكار هي إلى حد بعيد أكبر مدينة في السنغال، مع أكثر من مليوني نسمة. والمدينة الثانية الأكثر اكتظاظا بالسكان هي توبا، وهي رواية بحكم القانون (المجتمع الريفي)، مع نصف مليون نسمة.

### الديانات
Religion in Senegal (2013)
السنغال دولة علمانية، على الرغم من أن الإسلام هو الدين السائد في البلاد، حيث نحو 95.9% من السنغاليين مسلمين، و4.1% مسيحيين هم في الغالب من الكاثوليك ولكن هناك أيضًا طوائف بروتستانتية متنوعة، و1% يتبعون أديان محلية ولادينيون ر.
عرقيات في السنغال:-
الولوف- الفلانيون (ومن ضمنهم التكرور) باعتبارهم عرقية واحدة ولغتهم واحدة، ويشكلون ما لا يقل عن 40% من مجموع السكان في السنغال، علما بأن الفلانيين ينتشرون في جميع أنحاء السنغال. وليس كما يزعم البعض. وأيضا الحراطين (عرب سمر) خصوصا في المناطق المحاذية لموريتانيا.
وهناك أيضا سيرير، وجيولا في الجنوب، والسونكي في الشرق، والمنديغ، وليبوا، وأقليات أخرى مثل بصري والبلانتا والمنجاكو هذه الأقليات أكثريتها وثنية.

### الصحة
ويقدر متوسط العمر المتوقع من قبل الولادة إلى 57.5 عاما. وكان الإنفاق العام على الصحة عند 2.4 في المئة من الناتج المحلي الإجمالي في عام 2004، في حين أن الإنفاق الخاص بنسبة 3.5 في المئة. وكان الإنفاق على الرعاية الصحية في الولايات المتحدة 72 $ (PPP) نصيب الفرد في عام 2004. تراوح معدل الخصوبة 5-5,3 بين عامي 2005 و 2013، مع 4.1 في المناطق الحضرية و 6.3 في المناطق الريفية، ومسح الرسمي (6.4 في عام 1986 و 5.7 في عام 1997) نقطة الخروج. كان هناك 6 أطباء لكل 100,000 شخص في وقت مبكر 2000 (العقد). وكان معدل وفيات الرضع في 77 في 1000 ولادة حية في عام 2005, ولكن في عام 2013 هذا الرقم قد انخفض إلى 47 في الأشهر ال 12 الأولى بعد الولادة. في معدلات وفيات الرضع 5 سنوات الماضية وفيات الملاريا قد انخفضت. ووفقا لتقرير اليونيسيف عام 2013, 26% من النساء في السنغال وتشويه أعضائهن التناسلية.

### التعليم

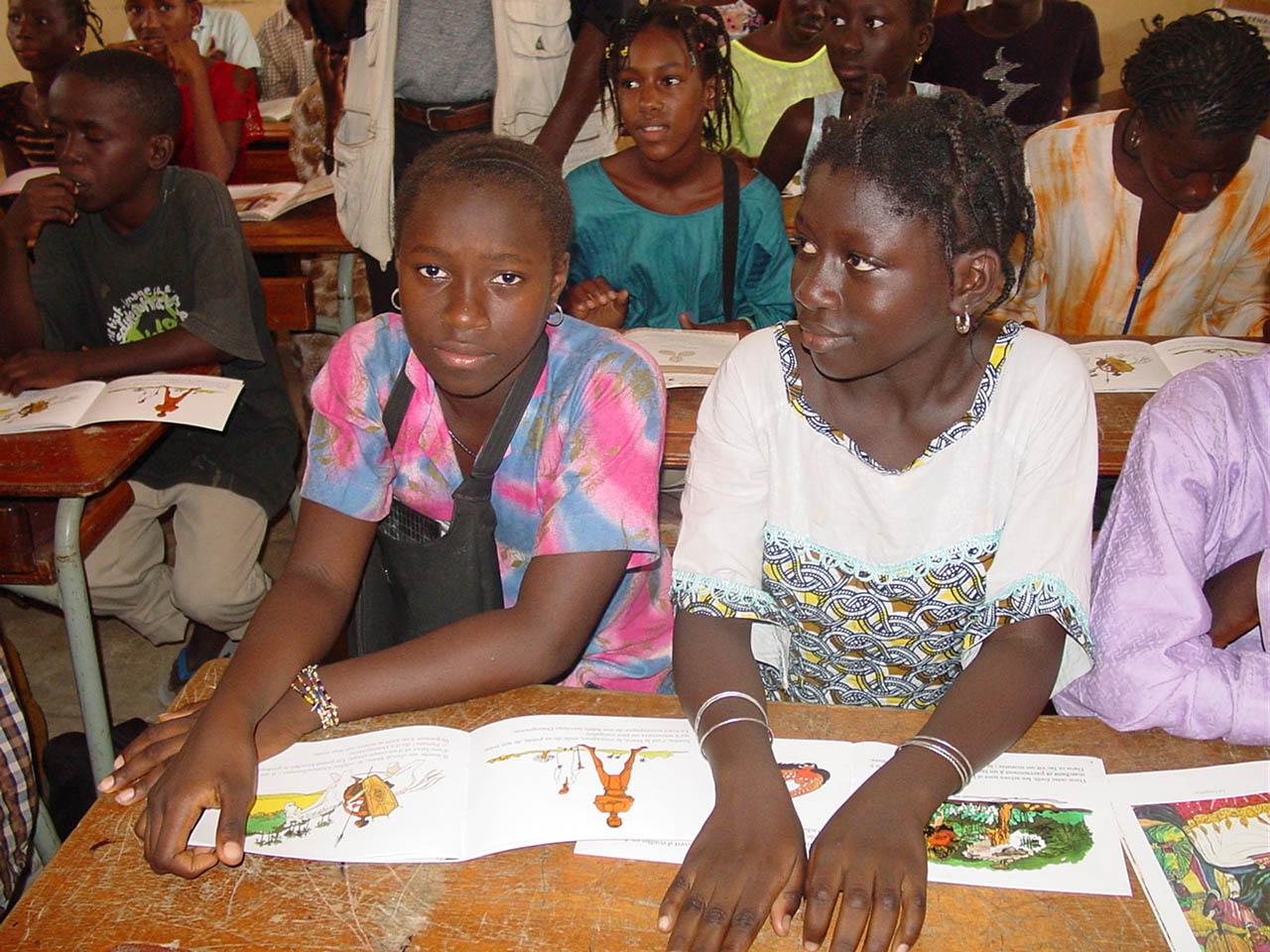
الطلاب في السنغال

المادتين 21 و 22 من الدستور الذي اعتمد في يناير 2001 ضمان الحصول على التعليم لجميع الأطفال. التعليم إلزامي ومجاني حتى سن ال 16. وأوضحت وزارة العمل أن نظام المدارس العامة غير قادر على التعامل مع عدد من الأطفال التي يجب تسجيل كل عام.
الأمية مرتفعة، خاصة بين النساء. وكان صافي معدل الالتحاق بالتعليم الابتدائي كانت 69 في المئة في عام 2005. الإنفاق العام على التعليم 5.4 في المئة من الناتج المحلي الإجمالي 2002-2005.

### التقسيمات الإدارية

مناطق السنغال.

تنقسم السنغال إلى 14 إقليم (بالفرنسية: régions مفردها: région ) وتدار بواسطة مجلس إقليمي (Conseil Régional) منتخب حسب وزن التعداد السكاني في المستوى الإداري للدوائر (Arrondissement ). وتنقسم هذه الأقاليم إلى 45 إدارة (Departments ) و 103 دائرة (Arrondissement ) وهي ليس لها تأثير في الإدارة وكذلك تنقسم إلى تعاونيات محلية (Collectivités Locales) أي 14 إقليم و 113 شعبية (لا يوجد لأي منها وظيفة إدارية) و 320 شعبية ريفية وهي تقوم انتخاب الرؤساء.
- تنقسم السنغال إلى 14 إقليم:-

1. إقليم داكار
2. إقليم زيغنشور
3. إقليم لوغا
4. إقليم سانت لويس
5. إقليم ديوربيل
6. إقليم كولدا
7. إقليم سيدهيو
8. إقليم فاتيك
9. إقليم كولاك
10. إقليم كيدوغو
11. إقليم ماتام
12. إقليم كفرين
13. إقليم ثيس
14. إقليم تامباكوندا

## الثقافة
سكنت أراضي السنغال الحديثة مختلف المجموعات العرقية منذ عصور ما قبل التاريخ. ظهرت الممالك نظم نحو القرن السابع، وحكمت الإمبراطوريات الإقليمية البارزة أجزاء من البلاد مثل امبراطورية جولوف. الحالة الراهنة للسنغال تكونت بتأثير الاستعمار الأوروبي والذي بدأ خلال منتصف القرن 15، عندما بدأت مختلف القوى الأوروبية المتنافسة بالقدوم للتجارة في المنطقة. وقد بدأت بإنشاء مراكز تجارية ساحلية أدت تدريجيا إلى السيطرة على البر الرئيسي، وبلغت ذروتها في الحكم الفرنسي للمنطقة في القرن ال19، وإن كان ذلك في ظل الكثير من المقاومة المحلية. حققت السنغال الاستقلال سلميًا عن فرنسا في عام 1960، ومنذ ذلك الحين تعد الأكثر استقرارا سياسيا بين البلدان في أفريقيا.
السنغال معروفة جيدا بتقاليد سرد القصص في غرب أفريقيا، والتي يقوم بها رواة القصص، الذين حافظوا على تاريخ غرب إفريقيا حيًا لآلاف السنين من خلال الكلمات والموسيقى. يتم تمرير مهنة جريت من جيل إلى جيل، ويتطلب سنوات من التدريب والتلمذة الصناعية في علم الانساب والتاريخ والموسيقى. تعطي سرد القصص صوتا لأجيال من المجتمع في غرب أفريقيا.
ونصب النهضة الأفريقية التي بنيت في عام 2010 في داكار هو أطول تمثال في أفريقيا.

### المطبخ
لأن السنغال على الحدود مع المحيط الأطلسي، السمك مهم جدا. وتستخدم الدجاج والضأن والبازلاء والبيض، ولحم البقر أيضا في الطبخ السنغالي، ولكن ليس لحم الخنزير، ويرجع ذلك إلى عدد السكان المسلمين إلى حد كبير في البلاد. الفول السوداني، المحصول الرئيسي للالسنغال، فضلا عن الكسكس، الأرز الأبيض، والبطاطا الحلوة والعدس والبازلاء سوداء العينين والخضروات المختلفة، يتم دمجها أيضا في العديد من وصفات. اللحوم والخضروات وعادة ما يتم مطهي أو منقع في الأعشاب والتوابل، ثم يسكب فوق الأرز أو الكسكس، أو يؤكل مع الخبز.
تصنع العصائر الطازجة شعبية من بيسب، والزنجبيل، وشراء (وضوحا «العوامة»، وهو ثمرة شجرة الباوباب، المعروفة أيضا باسم «القرد فاكهة الخبز»)، والمانجو، أو غيرها من الفواكه أو الأشجار البرية (أكثر قشطة شائكة الشهيرة، التي ويسمى كرسول باللغة الفرنسية). الحلويات غنية جدا وحلوة، والجمع بين المكونات المحلية مع الإسراف وأسلوب مميزة للتأثير الفرنسي على أساليب السنغال الطهي. وغالبا ما عملوا مع الفواكه الطازجة وتتبع تقليديا القهوة أو الشاي.

### الموسيقى

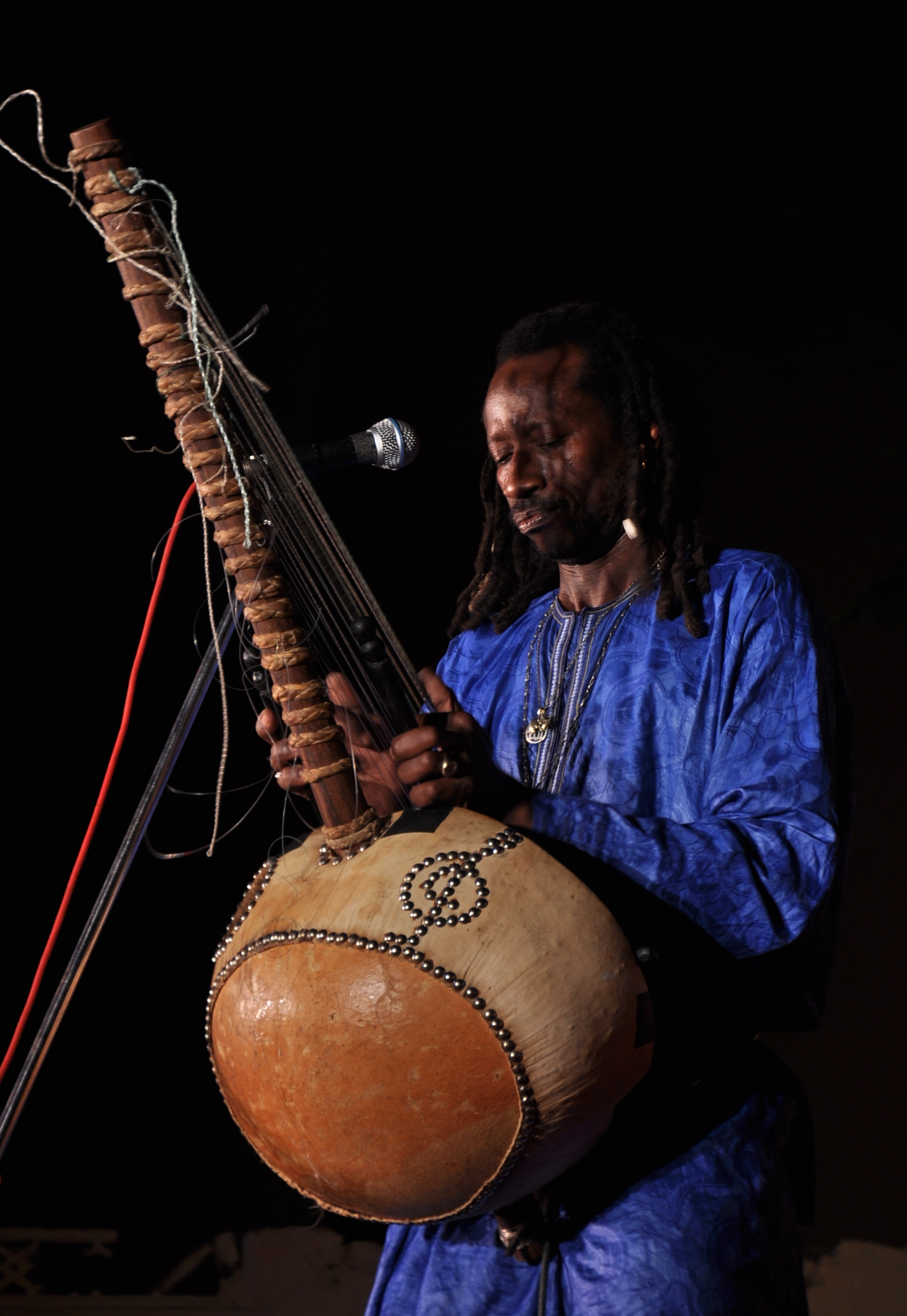
قورة لاعب من السنغال

السنغال هو معروف في جميع أنحاء أفريقيا لتراثها الموسيقي، نظراً لشعبية من مبالكس، والتي نشأت من التقليد طرقي سيرير خاصة نجوب، وقد شاع من قبل يوسو ندور وغيرهم. صابر الطبول فهو يحظى بشعبية خاصة. يتم استخدام صابر معظمها في الاحتفالات الخاصة مثل حفلات الزفاف. يستخدم أداة أخرى، التاما، في أكثر من المجموعات العرقية. شهرة عالمية الموسيقيين السنغالي الآخر الشعبية وإسماعيل لو، الشيخ لو، أوركسترا باوباب، بابا مال، أيكون تحين سيك، فيفيان، تيتي وبابي ضيوف.

### الضيافة
الضيافة، من الناحية النظرية، وتعطى هذه الأهمية في الثقافة السنغالية التي تعتبر على نطاق واسع أن تكون جزءا من الهوية الوطنية الولوف كلمة لكرم الضيافة «ترناجة»، وذلك حددت مع فخر السنغال أن المنتخب الوطني لكرة القدم كما هو معروف ليونز من ترناجة.[بحث أصيل]

### الرياضة

#### المصارعة
المصارعة هي الرياضة الأكثر شعبية في السنغال وأصبحت هوس وطني. ويقدم عادة الكثير من الشباب للهروب من الفقر وهي الرياضة الوحيدة المعترف بها تطويرها بشكل مستقل من الثقافة الغربية.

#### لكرة القدم

اللوحة من لاعب كرة قدم الحجي ضيوف في داكار.

كرة القدم هي رياضة شعبية في السنغال. في عام 2002، أنهى الفريق الذي كان الوصيف في كأس الأمم الأفريقية وأصبح واحدا من ثلاثة فقط من المنتخبات الأفريقية التي تمكنت للوصول من أي وقت مضى إلى الدور ربع النهائي في كأس العالم لكرة القدم، بفوزه على أصحاب فرنسا في مباراته الأولى. ومن بين اللاعبين شعبية هذا الفريق الحجي ضيوف، بابا بوبا ديوب، خليلو فاديغا وهنري كامارا، وجميعهم لعبوا في أوروبا.

#### كرة السلة
كرة السلة هي أيضا رياضة شعبية في السنغال. كانت تقليديا واحدة من الألعاب المهيمنة في أفريقيا. كان فريق الرجال أفضل من أي فريق على مستوى أي دولة أفريقية أخرى في كأس العالم لكرة السلة عام 2014، حيث وصلوا إلى التصفيات للمرة الأولى. فاز فريق السيدات 19 ميدالية في 20 بطولة أفريقيا، أكثر من ضعف عدد الميداليات لأي منافس آخر.

#### رياضة السيارات
استضافت البلاد سباق باريس-داكار في الفترة من 1979 حتى عام 2007.

## الأعياد والعطلات الرسمية
- هذه هي قائمة العطلات الرسمية في السنغال:.[74]

1. 1 يناير: رأس السنة الميلادية
2. 12 ربيع الأول: المولد النبوي الشريف
3. 4 أبريل: عيد الاستقلال
4. 9 أبريل: عيد الفصح
5. 1 مايو: عيد العمال
6. الصعود
7. 28 مايو: عيد العنصرة
8. افتراض
9. 1 شوال: عيد الفطر
10. 1 نوفمبر: عيد جميع القديسين
11. 10 ذو الحجة: عيد الأضحى
12. 1 محرم: رأس السنة الهجرية
13. 10 محرم: يوم عاشوراء
14. 25 ديسمبر: عيد الميلاد

## وصلات خارجية
- تعرف على السنغال بالصور
- تعرف على إقليم كاسامنس بالصور
- Country Profile from بي بي سي نيوز
- Senegal  على كتاب حقائق العالم
- السنغال على مشروع الدليل المفتوح
- أطلس ويكيميديا حول Senegal